# Кинетосома

Схема эукариотического жгутика. 1 — аксонема, 2 — клеточная мембрана, 3 — интрафлагеллярный транспорт, 4 — кинетосома (базальное тельце), 5 — поперечное сечение жгутика, 6 — триплеты микротрубочек базального тельца.

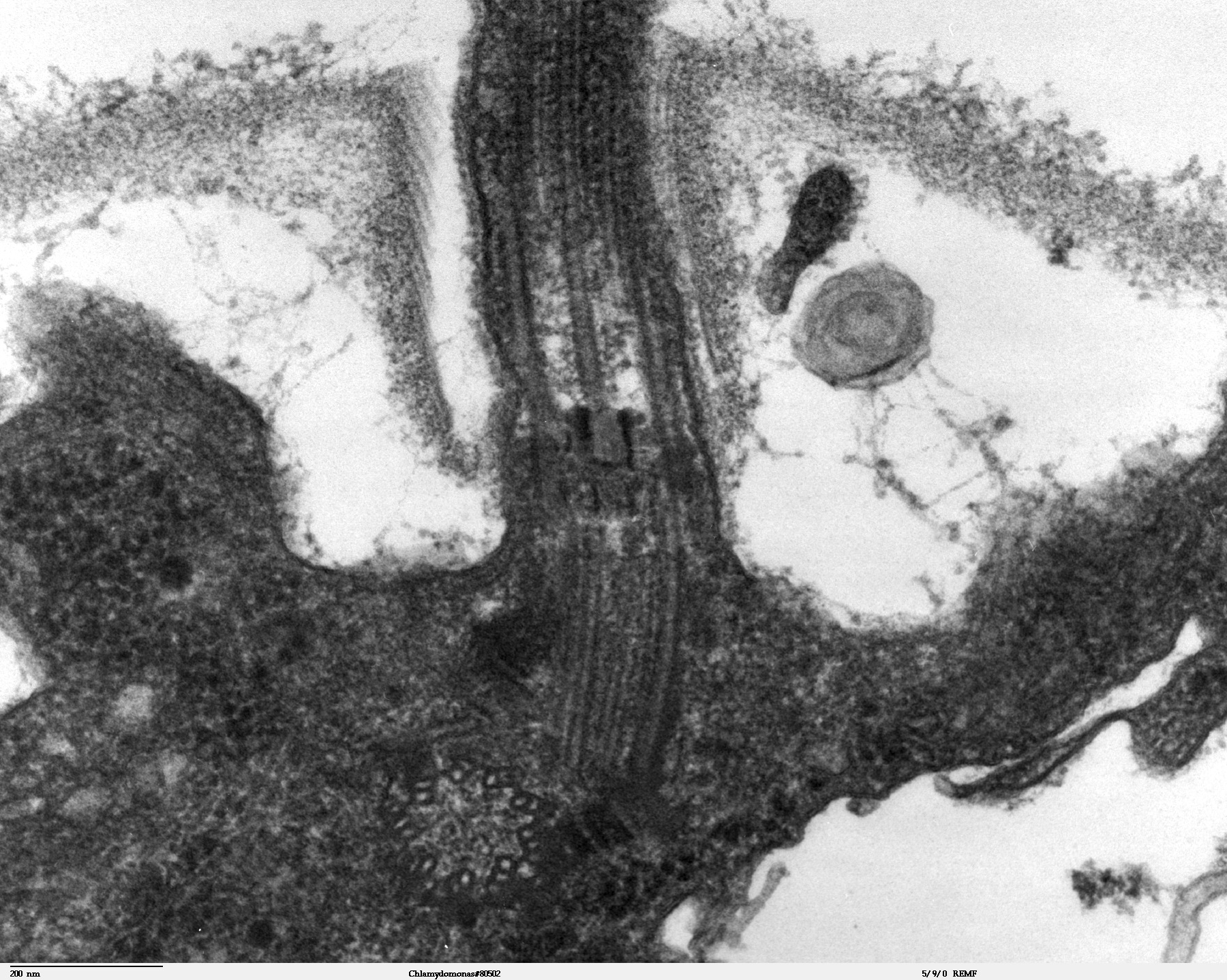
Продольный разрез жгутика Chlamydomonas reinhardtii в области прикрепления жгутика. В нижней части снимка видны две кинетосомы: основная и добавочная (расположена перпендикулярно плоскости среза).

Кинетосо́ма, или база́льное те́льце, или база́льные гра́нулы, или блефаропласт — органелла эукариотической клетки, цилиндрическая структура из микротрубочек, располагающаяся в основании ундулиподий — жгутиков и ресничек. Будучи одним из видов центров организации микротрубочек (ЦОМТ), кинетосомы формируются из центриолей и служат основой для формирования аксонемы жгутика.

## Структура
Кинетосома состоит из девяти триплетов микротрубочек, состоящих из γ-тубулина и соединённых динеиновыми ручками. Две микротрубочки каждого триплета непосредственно переходят в дублеты аксонемы. В формировании и пространственной организации микротрубочек в кинетосоме ключевую  роль играет нуклеотид-связывающий домен γ-тубулина. Зачастую кинетосомы заякорены в цитоплазме с помощью корешкового аппарата, состоящего из микротрубочек или поперечно исчерченных фибриллярных корешков.